# Ramchandra Siras
Shrinivas Ramchandra Siras (1948 - 7 de abril de 2010) fue un lingüista y docente universitario indio. Siras saltó a los periódicos tras ser despedido de su trabajo en la universidad por ser homosexual.

## Vida
Siras estudió Lingüística maratí (hasta 1974), Psicología (hasta 1980) y realizó su doctorado en la Universidad de Nagpur; ese mismo año, continuó sus estudios en Medicina y Psicología social en la Universidad de Ranchi. Tras terminar sus estudios, consiguió un trabajo como docente en la Universidad Musulmana Aligarh en el estado de Uttar Pradesh. Allí trabajaba en el departamento de lenguas modernas de la India, especializándose en literatura comparada de la India, ficción, poesía e historias cortas modernas en maratí. llegando a ser el jefe de departamento. En 2002 consiguió el premio Maharashtra Sahitya Parishad por su colección de poemas Paya khalchi hirawal («Hierba bajo mis pies»).
El 8 de febrero de 2010, dos periodistas de una cadena de televisión local entraron en la casa que la universidad había puesto a su disposición en el campus y filmaron a Siras teniendo sexo consensuado con un hombre que se dedicaba a tirar de un rickshaw. La grabación fue enviada inmediatamente a la dirección de la universidad y el 9 de febrero Siras recibió una nota de la secretaría, con la firma del secretario V. K. Abdul Jalil, que le informaba de que, según el artículo 403-C de los estatutos de la universidad, estaba siendo investigado por mala conducta flagrante. Siras fue suspendido en 11 de febrero de su puesto de profesor en la universidad. El caso fue llevado a juicio y el 1 de abril el tribunal decidió que la universidad debía retirar la suspensión.
El cuatro de abril Siras celebró la victoria y el 5 de abril fue visto con vida por última vez. El siete de abril fue encontrado muerto a los 62 años en su casa de la calle Marris, en Durga Bardi (alquilada tras ser expulsado de su casa en el campus), cuando los vecinos llamaron a la policía al notar un fuerte olor que provenía de la casa. Las circunstancias del fallecimiento están siendo investigadas.
Tras la muerte Siras, profesores de universidad, grupos gays y diversos ciudadanos han realizado una protesta en línea por la muerte, firmada por unas 800 personas.